# ドミニコ・サヴィオ
ドミニコ・サヴィオ （Domenico Savio, 1842年4月2日 - 1857年3月9日）は、カトリック教会の聖人。ミサの侍者、子供たちの守護者。記念日は5月6日。

## 生涯
ドミニコ・サヴィオは、1842年4月2日にイタリアのリーヴァ・プレッソ・キエーリで生まれた。サレジオ会創立者のヨハネ・ボスコの生徒で、司祭になる為に学んでいた。だが、病気（恐らく胸膜炎）により14歳で死去する。師であるヨハネ・ボスコは、生徒である彼に対して非常に敬意を払い、伝記『ドミニコ・サヴィオの生涯』を著す。その著書は他の証言と共に列聖される重要な要素となった。列聖されるには年齢が若すぎると多くの人が考えていたが、日常生活の中で英雄的な徳を示したことにより、その栄誉に値すると見做された。
ドミニコ・サヴィオはマリア・ゴレッティやリヨンのポンティクスを含む年齢層の中で、殉教ではなく聖徳であると見做される生活を送ったことにより聖人であると宣言された唯一の人物である。
1954年6月12日に教皇ピオ12世により列聖され、カトリック教会の中で殉教者ではない最も若い聖人となった
。